# Forze Libanesi
Le Forze Libanesi (in arabo القوات اللبنانية‎?, al-Quwwāt al-Lubnāniyya) è un partito politico libanese, nato nel 1976 come braccio armato del Fronte Libanese, nell'ambito della guerra civile in Libano. Il partito, ufficialmente aconfessionale, fa riferimento principalmente alla comunità cristiana maronita.
La milizia si costituì in partito politico nel 1992 per opera di Samir Geagea, prima di essere bandito nel 1994 e di vedere le attività dei suoi militanti severamente limitate dai governi filo-siriani. Riprese l'attività con la Rivoluzione dei cedri del 2005, che portò al ritiro delle truppe siriane dal paese.

## Storia

### La milizia di Gemayel (1976-1982)

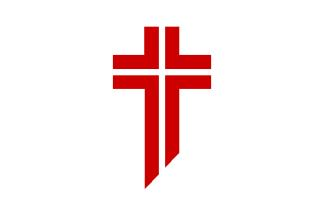
La croce smussata, storico simbolo delle Forze Libanesi, ancora utilizzata da alcuni sostenitori

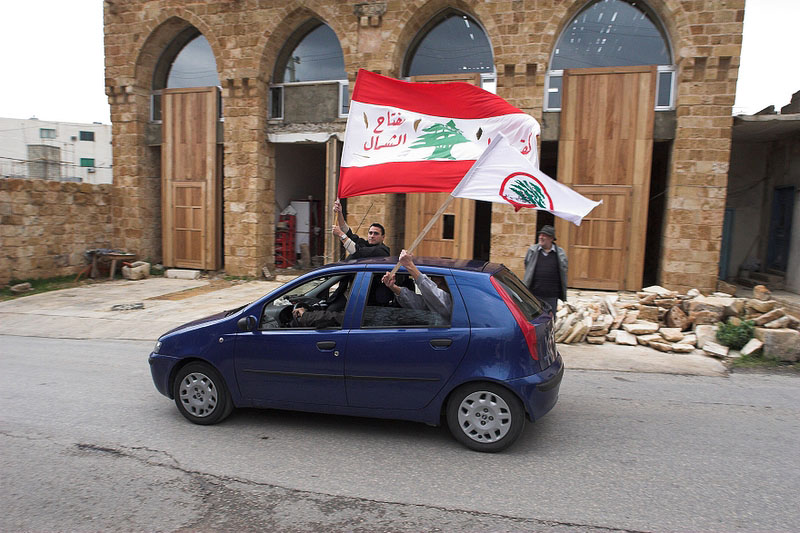
Sostenitori delle Forze Libanesi

In opposizione all'alleanza tra il Movimento Nazionale Libanese e l'Organizzazione per la Liberazione della Palestina, le Forze Libanesi si costituirono nel 1976 sotto la guida di Bashir Gemayel, capo della milizia delle Falangi libanesi, come ala militare della coalizione politica del Fronte Libanese. La coalizione riunì le diverse milizie armate a prevalenza cristiana della coalizione del Fronte Libanese, tra le quali quelle delle le Falangi libanesi di Pierre Gemayel, la Milizia delle Tigri (associate al Partito Nazionale Liberale di Camille Chamoun), la Brigata Marada di Sulayman Farangiyye, i Guardiani dei Cedri di Étienne Saqr e al-Tanzim di Georges Adwan.
Sotto il comando unico di Bashir Gemayel le Forze Libanesi divennero una formidabile forza militare che assorbì talora anche la forza delle milizie cristiane minori. Per consolidare la milizia, le Forze Libanesi effettuarono il massacro di Ehden nel 1978, assassinando Tony Farangiyye insieme alla moglie e alla loro figlioletta, mentre nel luglio 1980, le Forze Libanesi annientarono la Milizia delle Tigri nel massacro di Safra.
Malgrado le smentite ufficiali, le prove attestano il fatto che le LF accettarono un appoggio militare e finanziario da parte del governo israeliano nei primi anni 1980. L'Operazione Pace in Galilea del 1982, definizione data da Israele alla sua invasione del Libano, aprì la strada all'elezione, il 23 agosto, alla presidenza del Libano di Bashir Gemayel, che venne eletto all'Assemblea nazionale, con una maggioranza composta dal Fronte Libanese e da alcuni esponenti musulmani, con 57 voti su 92 membri. Ma il 14 settembre 1982, nove giorni prima dell'investitura ufficiale a presidente della repubblica, Gemayel cadde vittima di un attentato esplosivo, perpetrato nel quartier generale del partito nel quartiere di Ashrafiyye.

### Gli anni di Amin Gemayel (1982-1988)
Amin Gemayel, fratello di Bashir, fu eletto presidente e suo cugino Fadi Frem divenne capo della milizia. I due cugini ebbero rapporti difficili e, nel 1984, la pressione di Amin Gemayel portò alla sostituzione di Frem con Fuad Abi Nader, un nipote di Gemayel. Abi Nader non era molto popolare nei ranghi delle Forze Libanesi, e, morto il vecchio leader Pierre Gemayel, fu rapidamente estromesso nel marzo 1985 da una fazione condotta da Elie Hobeika e da Samir Geagea. Questo portò a una separazione tra le Falangi e il resto delle milizie delle Forze Libanesi, con Hobeika che ne divenne il comandante.

#### Le frizioni con le Falangi
Nei primi anni 1980 gli attriti politici all'interno del Fronte libanese hanno determinato una maggiore distanza tra i militanti delle Falangi e il resto delle Forze libanesi. Alla fine le Forze libanesi e le Falangi erano diventate di fatto due forze separate all'interno del Fronte Libanese. 
Con gli occhi apparentemente puntati sulla presidenza, Elie Hobeika avviò negoziati segreti col governo siriano per metter fine al conflitto civile. Il 28 dicembre 1985, firmò un Accordo Tripartito, con Nabih Berri e Walid Jumblatt, contro la volontà di Geagea e degli altri dirigenti. Il 15 gennaio 1986, le forze fedeli al presidente della repubblica Amin Gemayel e a Samir Geagea, capo dell'intelligence delle Forze libanesi, attaccarono il quartier generale delle Forze Libanesi a Karantina, dove Hobeika si arrese, per essere poi consegnato all'esercito libanese. A capo della milizia subentrò Geagea.
Prendendo così il comando delle FL, Geagea lanciò un movimento per riequipaggiare e riorganizzare la milizia. Istituì del pari un programma d'aiuto sociale nelle aree controllate dalla milizia, aiutando con sovvenzioni le famiglie a istruire i propri figli. Dette vita a una politica di assistenza sanitaria accessibile a tutti i cittadini, ivi compresi servizi di trasporto pubblico.

### Gli anni di Aoun (1988-1990)
Due governi rivali si disputarono il riconoscimento internazionale dopo l'esilio deciso per se stesso da Amin Gemayel dalla presidenza nel settembre 1988. Le Forze Libanesi appoggiarono inizialmente quello diretto dal generale Michel Aoun, che era anche il capo dell'esercito libanese. Aoun e Geagea entrarono presto in contrasto. Geagea considerava la guerra di liberazione condotta da Aoun, contro un esercito siriano ben più potente, votata al fallimento, malgrado lo sostenesse durante questo conflitto. Quando Aoun chiese alle Forze Libanesi di cessare ogni attività nelle zone a maggioranza cristiana per aiutarlo a ristabilire l'autorità dello Stato senza milizie, ciò fu visto come una sconfessione delle azioni della milizia.
La guerra di soppressione delle milizie venne così a realizzarsi e proseguì e infuriò fino al 1990. La Siria approfittò di questa situazione e del contesto regionale causato dalla prima guerra del Golfo per porre fine alle ultime resistenze il 13 ottobre 1990.

### Il partito e lo scioglimento forzato (1990-1995)

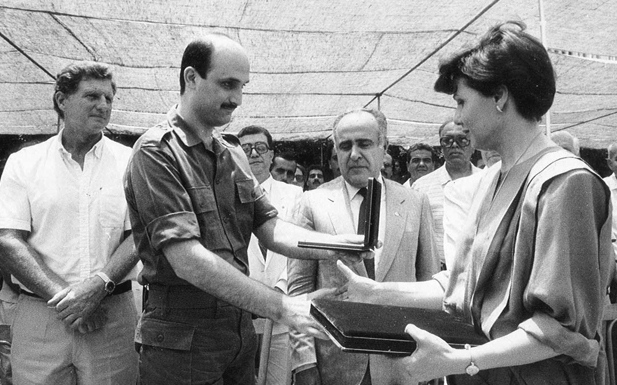
Geagea con la figlia di William Hawi

Dopo la resa di Aoun il 13 ottobre 1990, al suo rivale Elias Hrawi e ai suoi alleati siriani si offrirono posti ministeriali. Con Aoun fuori dai giochi, Samir Geagea era ora l'unico leader di rilievo nella comunità maronita, e gli fu offerto di entrare nel nuovo governo formato la vigilia di Natale. Egli però rifiutò varie volte, indicando che si era opposto agli interventi siriani negli affari libanesi e le sue relazioni col governo inevitabilmente si deteriorarono. La milizia decise di deporre le armi, in conformità con il loro impegno assunto nel quadro degli accordi di Ta'if, ponendo così fine alla guerra civile. 
Nel 1992 Geagea si era candidato alla presidenza delle Falangi Libanesi, ma perse contro Georges Saadeh, con il quale crebbe il conflitto. Nello stesso anno, Saadeh licenziò Geagea e tutti i membri a lui vicini, che così trasformarono le Forze Libanesi in un partito.
Nel 1994 Geagea fu arrestato per essersi opposto al dominio siriano sul Libano e a ogni decisione del governo libanese, e condannato all'ergastolo. Il 23 marzo 1994, il governo libanese guidato da Rafic Hariri ordinò lo scioglimento delle Forze libanesi, accusandoli di aver perpetrato con la sua milizia un attentato contro una chiesa. 
Prima del suo arresto, questi fu contattato da politici simpatizzanti che lo informarono di ciò che rischiava di capitargli, proponendogli l'esilio dal Libano. Geagea rifiutò di partire e fu dunque arrestato e condannato all'ergastolo, perché riconosciuto colpevole dell'assassinio dell'ex-primo ministro Rashid Karame nel 1987 e di Dany Chamoun nel 1990 (anche se le prove indicavano che Elie Hobeika era l'esecutore di un complotto ordito dalla Siria di Hafiz al-Assad). Fu posto in isolamento duro e il suo accesso al mondo esterno fu severamente limitato.

### Nella seconda Repubblica (dal 2005)
Numerosi militanti delle Forze Libanesi parteciparono attivamente alla Rivoluzione del cedro antisiriana del 2005. Alle elezioni che ne seguirono nel maggio-giugno dello stesso anno, le Forze Libanesi si allearono con la Corrente del Futuro di Saad Hariri e con il Partito Socialista Progressista di Walid Jumblatt. Questa coalizione ebbe 72 seggi (di cui 5 deputati delle Forze Libanesi) su 128. Samir Geagea fu amnistiato il 18 luglio 2005.
Alle elezioni del 2009, nell'Alleanza del 14 marzo antisiriana che ha conquistato la maggioranza, hanno ottenuto 8 seggi con leader ancora Samir Geagea. Nel 2014 Geagea ha presentato la sua candidatura alle elezioni presidenziali libanesi per succedere al presidente Michel Suleiman, con il sostegno politico dell'Alleanza per la presidenza del 14 marzo. Tuttavia, il paese è entrato in uno stallo presidenziale di due anni, che si è concluso nel 2016 con Geagea che ha sostenuto il suo rivale di lunga data Michel Aoun per la presidenza. Aoun è stato eletto presidente, ponendo fine a più di due anni di vuoto presidenziale.
Alle elezioni del 2018, dove la coalizione ha perso, le FL hanno ottenuto 15 deputati, guadagnando 7 seggi. Cresce con Samir Geagea anche nelle elezioni legislative del maggio 2022, conquistando 19 seggi.

## Leader
Comandanti militari
- Bashir Gemayel (1976-1982)
- Fadi Frem (1982-1984)
- Fuad Abi Nader (1984-1985)
- Elie Hobeika (1985-1986)
- Samir Geagea (1986-1992)

Presidenti
- Samir Geagea (1992 - 1994)
- Samir Geagea (2005 - in carica)